# ÖHB-Cup 2019/20
Der ÖHB-Cup 2019/20 war die 33. Austragung des österreichischen Handballcupwettbewerbs der Herren. Aufgrund der Covid-19-Pandemie wurde der Wettbewerb am 1. April 2020 nach dem Viertelfinale abgebrochen. Entsprechend gab es keinen Sieger.

## Hauptrunden
Aufgrund der zur Vorbereitung auf die Handball-Europameisterschaft 2020 stattfindenden Vorbereitungslehrgänge der Österreichischen Männer-Handballnationalmannschaft wurde der Spielmodus geändert. Der ÖHB entschied, dass die Teams der spusu LIGA dieses Jahr erst in der dritten Runde in den Bewerb einsteigen.

### 1. Runde
An der ersten Runde nahmen 23 Teams teil: 13 Mannschaften der Landesliga sowie alle Teams der spusu Challenge. Es hatte immer der spielklassentiefere Vereine Heimrecht, wurden zwei gleichklassige Mannschaften gezogen, hatte der erst gezogene den Vorzug. Union St. Pölten bekamen ein Freilos zugewiesen.
| spusu LIGA | spusu Challenge | Landesliga |
| ---------- | --- | --- |
|            | - Union St. Pölten - UHC Tulln - Union Leoben - HC Bruck - WAT Atzgersdorf - UHC Hollabrunn - Union Korneuburg - ATV Trofaiach - Handballclub Fivers Margareten 2 - Vöslauer HC | - UHC Absam - HC Lustenau - UHC Gänserndorf - SK Keplinger Traun - Union West-Wien Handball - WAT Fünfhaus - UHC Horn - SG Voitsberg/Bärnbach-Köflach - Post SV Wien - HCK59 - ULZ Schwaz - UHC Graz - HIB Handball Graz |

| Datum, Uhrzeit           | Heimmannschaft                              | Ergebnis          | Gastmannschaft                                   |
| ------------------------ | ------------------------------------------- | ----------------- | ------------------------------------------------ |
| 14. Okt. 2019, 19:30 Uhr | SK Keplinger Traun (LL) 10 Bockmüller M.    | 34 : 40 (18 : 17) | WAT Atzgersdorf (2L) 10 Rabenseifer              |
| 18. Okt. 2019, 20:20 Uhr | UHC Graz (LL) 7 Kaufmann                    | 24 : 25 (11 : 15) | HIB Handball Graz (LL) 8 Zangl                   |
| 19. Okt. 2019, 18:30 Uhr | UHC Horn (LL) 7 Steinhauser                 | 25 : 32 (13 : 16) | ATV Trofaiach (2L) 9 Jadron                      |
| 20. Okt. 2019, 15:45 Uhr | Union West-Wien Handball (LL) 6 Schwärzler  | 17 : 25 (10 : 11) | UHC Hollabrunn (2L) 5 Burger, Dräger             |
| 20. Okt. 2019, 16:00 Uhr | UHC Absam (LL) 5 Grothues                   | 18 : 39 (11 : 19) | UHC Tulln (2L) 9 Wutzl                           |
| 20. Okt. 2019, 16:00 Uhr | HC Lustenau (LL) 6 Wintschnig, Dangel       | 28 : 30 (15 : 15) | Union Leoben (2L) 8 Stolz P., Novacic            |
| 20. Okt. 2019, 17:00 Uhr | UHC Gänserndorf (LL) 11 Toth C.             | 25 : 32 (17 : 16) | HC Bruck (2L) 6 Tanasković, Offner, Sependier F. |
| 20. Okt. 2019, 17:00 Uhr | Post SV Wien (LL) 7 Wölcher                 | 27 : 29 (16 : 15) | Vöslauer HC (2L) 8 Kohlmaier                     |
| 20. Okt. 2019, 17:00 Uhr | HCK59 (LL)                                  | 12 : 0 (0 : 0)    | ULZ Schwaz (LL)                                  |
| 20. Okt. 2019, 18:00 Uhr | WAT Fünfhaus (LL) 9 Amberger                | 29 : 25 (14 : 13) | Union Korneuburg (2L) 7 Dijkstra                 |
| 20. Okt. 2019, 18:00 Uhr | SG Voitsberg/Bärnbach-Köflach (LL) 9 Maurer | 32 : 34 (14 : 16) | Handballclub Fivers Margareten 2 (2L) 14 Haunold |

### 2. Runde
An der zweiten Runde nahmen 12 Teams teil: drei Mannschaften der Landesliga sowie neun Teams der spusu Challenge. Es hatte immer der spielklassentiefere Vereine Heimrecht, wurden zwei gleichklassige Mannschaften gezogen hatte der erst gezogene den Vorzug.
| spusu LIGA | spusu Challenge | Landesliga                                 |
| ---------- | --- | ------------------------------------------ |
|            | - Union St. Pölten - UHC Tulln - Union Leoben - HC Bruck - WAT Atzgersdorf - UHC Hollabrunn - ATV Trofaiach - Handballclub Fivers Margareten 2 - Vöslauer HC | - WAT Fünfhaus - HCK59 - HIB Handball Graz |

| Datum, Uhrzeit          | Heimmannschaft                            | Ergebnis           | Gastmannschaft                        |
| ----------------------- | ----------------------------------------- | ------------------ | ------------------------------------- |
| 8. Dez. 2019, 14:00 Uhr | WAT Fünfhaus (LL) 4 Hofbauer, Mitteregger | 19 : 28 (12 : 15)  | UHC Hollabrunn (2L) 6 Vuckovic        |
| 8. Dez. 2019, 17:00 Uhr | HIB Handball Graz (LL)                    | 31 : 29 (11 : 15)  | Union St. Pölten (2L)                 |
| 8. Dez. 2019, 17:00 Uhr | Union Leoben (2L)                         | 26 : 30 (8 : 16)   | Handballclub Fivers Margareten 2 (2L) |
| 8. Dez. 2019, 18:00 Uhr | HC Bruck (2L)                             | 39 : 33 (16 : 12)  | ATV Trofaiach (2L)                    |
| 8. Dez. 2019, 18:00 Uhr | WAT Atzgersdor (2L) 6 Milicevic           | 28 : 27 (14 : '10) | Vöslauer HC (2L) 7 Strazdas           |
| 8. Dez. 2019, 19:00 Uhr | HCK59 (LL) 7 Jochum                       | 26 : 32 (14 : 17)  | UHC Tulln (2L) 6 Wutzl                |

### Achtelfinale
Am Achtelfinale nahmen 16 Teams teil: eine Mannschaften der Landesliga sowie fünf Teams der spusu Challenge, außerdem stiegen in dieser Runde alle zehn Mannschaften der spusu Liga ein. Es hatte immer der spielklassentiefere Vereine Heimrecht, wurden zwei gleichklassige Mannschaften gezogen hatte der erst gezogene den Vorzug.
| spusu LIGA | spusu Challenge                                                                              | Landesliga          |
| --- | -------------------------------------------------------------------------------------------- | ------------------- |
| - SG Handball West Wien - Bregenz Handball - Alpla HC Hard - SC Ferlach - Handballclub Fivers Margareten - Handball Tirol - UHK Krems - HC Linz AG - HSG Graz - HSG Bärnbach/Köflach | - UHC Tulln - HC Bruck - WAT Atzgersdorf - UHC Hollabrunn - Handballclub Fivers Margareten 2 | - HIB Handball Graz |

| Datum, Uhrzeit          | Heimmannschaft                                  | Ergebnis          | Gastmannschaft                                   |
| ----------------------- | ----------------------------------------------- | ----------------- | ------------------------------------------------ |
| 4. Feb. 2020, 19:00 Uhr | HIB Handball Graz (LL) 7 Bruckner               | 27 : 28 (14 : 14) | UHC Tulln (2L) 7 Nagy                            |
| 4. Feb. 2020, 19:00 Uhr | HC Linz AG (1L) 8 Kosteski                      | 23 : 29 (9 : 12)  | SG Handball West Wien (1L) 9 Pratschner, Ranftl  |
| 4. Feb. 2020, 19:00 Uhr | UHC Hollabrunn (2L) 6 Gal                       | 27 : 33 (15 : 16) | UHK Krems (1L) 9 Hasecic                         |
| 4. Feb. 2020, 19:00 Uhr | WAT Atzgersdorf (2L) 5 Fuchs, Bajgoric          | 23 : 32 (14 : 16) | HSG Graz (1L) 7 Dicker                           |
| 4. Feb. 2020, 19:00 Uhr | Handball Tirol (1L) 9 Wöss                      | 31 : 27 (13 : 12) | Bregenz Handball (1L) 9 Mitkov                   |
| 5. Feb. 2020, 19:00 Uhr | Handballclub Fivers Margareten 2 (2L) 9 Haunold | 25 : 34 (13 : 18) | Alpla HC Hard (1L) 9 Raschle                     |
| 5. Feb. 2020, 19:00 Uhr | SC Ferlach (1L) 7 Pomorisac                     | 32 : 24 (19 : 11) | HSG Bärnbach/Köflach (1L) 7 Gasperov, Stojanovic |
| 5. Feb. 2020, 19:30 Uhr | HC Bruck (2L) 5 Levak                           | 25 : 27 (14 : 14) | Handballclub Fivers Margareten (1L) 6 Hutecek    |

### Viertelfinale
Am Viertelfinale nahmen 8 Teams teil: eine Mannschaften der spusu Challenge sowie sieben Teams der spusu Liga. Es hatte immer der spielklassentiefere Vereine Heimrecht, wurden zwei gleichklassige Mannschaften gezogen hatte der erst gezogene den Vorzug.
| spusu LIGA | spusu Challenge | Landesliga |
| --- | --------------- | ---------- |
| - SG Handball West Wien - Alpla HC Hard - SC Ferlach - Handballclub Fivers Margareten - Handball Tirol - UHK Krems - HSG Graz | - UHC Tulln     |            |

| Datum, Uhrzeit           | Heimmannschaft              | Ergebnis                  | Gastmannschaft                                     |
| ------------------------ | --------------------------- | ------------------------- | -------------------------------------------------- |
| 25. Feb. 2020, 19:00 Uhr | UHK Krems (1L) 9 Jochmann   | 27 : 28 (14 : 13)         | Handballclub Fivers Margareten (1L) 8 Brandfellner |
| 25. Feb. 2020, 20:00 Uhr | UHC Tulln (2L) 5 Riedlmayer | 25 : 37 (9 : 20)          | SC Ferlach (1L) 7 Rath                             |
| 26. Feb. 2020, 19:00 Uhr | HSG Graz (1L) 7 Dicker      | 31 : 30 (16, 27 : 11, 27) | SG Handball West Wien (1L) 11 Ranftl               |
| 26. Feb. 2020, 19:00 Uhr | Handball Tirol (1L) 5 Wöss  | 21 : 28 (9 : 13)          | Alpla HC Hard (1L) 6 Schmid                        |